# Morehouse (Misuri)
Morehouse es una ciudad ubicada en el condado de Nueva Madrid en el estado estadounidense de Misuri. En el Censo de 2010 tenía una población de 973 habitantes y una densidad poblacional de 473,15 personas por km².

## Geografía
Morehouse se encuentra ubicada en las coordenadas 36°50′47″N 89°41′28″O / 36.84639, -89.69111. Según la Oficina del Censo de los Estados Unidos, Morehouse tiene una superficie total de 2.06 km², de la cual 2.06 km² corresponden a tierra firme y (0%) 0 km² es agua.

## Demografía
Según el censo de 2010, había 973 personas residiendo en Morehouse. La densidad de población era de 473,15 hab./km². De los 973 habitantes, Morehouse estaba compuesto por el 95.89% blancos, el 0.82% eran afroamericanos, el 0.31% eran amerindios, el 0.1% eran asiáticos, el 0% eran isleños del Pacífico, el 1.03% eran de otras razas y el 1.85% pertenecían a dos o más razas. Del total de la población el 1.95% eran hispanos o latinos de cualquier raza.